# راشوو
راشوو (به لاتین: Rašov) یک منطقهٔ مسکونی در جمهوری چک است که در ناحیه برنو-تسوونتری واقع شده‌است. راشوو ۹٫۵۵ کیلومتر مربع مساحت و ۲۱۹ نفر جمعیت دارد و ۵۱۰ متر بالاتر از سطح دریا واقع شده‌است.